# Coupe des Alpes 1963
Navigation
Édition précédente Édition suivante
La Coupe des Alpes 1963 est la 4e édition de la Coupe des Alpes.
Cette édition voit s'affronter uniquement des clubs italiens et des clubs suisses.
L'édition a été remportée par la Juventus sur l'Atalanta sur le score de 7 buts à 2.

## Participants
| Équipes suisses        | Équipes italiennes | Groupes |
| ---------------------- | ------------------ | ------- |
| Servette FC            | Inter Milan        | A       |
| Entente Bienne/Granges | Atalanta           | A       |
| FC Bâle                | Juventus           | B       |
| Grasshopper            | AS Roma            | B       |

## Phase de groupe

### Groupe 1
Les matchs de poule ont lieu à Bienne, Granges et Genève.
| Rang | Équipe                 | Pts | J | G | N | P | Bp | Bc | Diff |  | Résultats (▼ dom., ► ext.) | Atalanta | Inter Milan | Servette | Bienne/ Granges |
| ---- | ---------------------- | --- | - | - | - | - | -- | -- | ---- |  | -------------------------- | -------- | ----------- | -------- | --------------- |
| 1    | Atalanta               | 5   | 3 | 2 | 1 | 0 | 7  | 5  | +2   |  | Atalanta                   |          |             |          |                 |
| 2    | Inter Milan            | 4   | 3 | 1 | 2 | 0 | 7  | 6  | +1   |  | Inter Milan                | 1-1      |             |          |                 |
| 3    | Servette FC            | 2   | 3 | 1 | 0 | 2 | 6  | 7  | -1   |  | Servette                   | 2-3      | 2-3         |          |                 |
| 4    | Entente Bienne/Granges | 1   | 3 | 0 | 1 | 2 | 6  | 8  | -2   |  | Bienne/Granges             | 2-3      | 3-3         | 1-2      |                 |

### Groupe 2
Les matchs de poule ont lieu à Bâle et Zurich.
| Rang | Équipe         | Pts | J | G | N | P | Bp | Bc | Diff |  | Résultats (▼ dom., ► ext.) | Juventus | Roma | Bâle | GCZ |
| ---- | -------------- | --- | - | - | - | - | -- | -- | ---- |  | -------------------------- | -------- | ---- | ---- | --- |
| 1    | Juventus Turin | 6   | 3 | 3 | 0 | 0 | 12 | 4  | +8   |  | Juventus                   |          |      |      |     |
| 2    | AS Roma        | 4   | 3 | 2 | 0 | 1 | 11 | 4  | +7   |  | Roma                       | 2-0      |      |      |     |
| 3    | FC Bâle        | 1   | 3 | 0 | 1 | 2 | 3  | 10 | -7   |  | Bâle                       | 1-5      | 1-4  |      |     |
| 4    | Grasshopper    | 1   | 3 | 0 | 1 | 2 | 5  | 13 | -8   |  | GCZ                        | 3-5      | 1-7  | 1-1  |     |

## Match3eplace
| Finale pour la 3e place | AS Roma | 5-1     | Inter Milan | Stade Saint-Jacques (Bâle) |  |
| 29 juin 1963            | Leonardi 1re · Guarnacci 25e · Jonsson 48e 51e · Angelillo                                                                                     | (2-0)   | Zaglio |                            |  |
| 29 juin 1963            | Matteucci - Fontana, Losi, Ardizzon, Guarnacci, Frascoli, · Leonardi ( Corsini), Jonsson, Manfredini, Angelillo, De Sisti. · Entraîneur : Foni | Équipes | Bugatti ( Di Vincenzo) - Facchetti, Guarneri, Landini, Della Giovanna, Masiero, Bicicli ( Fusari), Zaglio, Cappellini, Tagnin, Boninsegna. · Entraîneur : Herrera |                            |  |

## Finale
| Finale       | Juventus Turin | 3-2     | Atalanta Bergame | Stade des Charmilles (Genève) |                      |
| 29 juin 1963 | Siciliano 10e · del Sol 51e · Sívori 74e | (1-1)   | Da Costa 8e · Magistrelli 71e | Spectateurs : 11 500          | Spectateurs : 11 500 |
| 29 juin 1963 | Anzolin - Castano, Sacco, Salvadore, Gori, Sarti, Dell'Omodarme, del Sol, Siciliano ( 28e Stacchini), Sívori, Menichelli. · Entraîneur : Amaral | Équipes | Pizzaballa - Pesenti, Nodari, Nielsen, Gardoni, Colombo, Domenghini, Da Costa, Calvanese, Christensen, Nova ( 57e Magistrelli). · Entraîneur : Tabanelli | Spectateurs : 11 500          | Spectateurs : 11 500 |